# Phạm Hồng Minh (diễn viên)
Phạm Hồng Minh (sinh năm 1972 tại Hải Phòng) là một nam diễn viên điện ảnh và truyền hình Việt Nam. Anh được biết đến nhiều nhất và nổi tiếng với vai kĩ sư Hoàng trong bộ phim dài tập Kẻ không cầu may của đạo diễn Bạch Diệp năm 2000, và vai Tùng trong bộ phim dài tập Đất và người của đạo diễn Nguyễn Hữu Phần năm 2002.

## Tiểu sử
- Anh tốt nghiệp trường Đại học Sân khấu - Điện ảnh Hà Nội.
- Anh định cư và hoạt động tại Hà Nội.
- Vợ anh tên Mai Thủy.[3]
- Hồng Minh có hai người con và hiện thỉnh thoảng anh mới nhận kịch bản để tập trung kinh doanh.[4]

## Đánh giá

Phạm Hồng Minh trong một cảnh phim Đất và người 2002

- Hồng Minh được đánh giá là một trong những diễn viên gạo cội, có diễn xuất biến hóa, không lặp lại chính mình.[5][6]Kẻ không cầu may được xem là bộ phim giúp tên tuổi của Hồng Minh chiếm được cảm tình của khán giả.[7] Theo tờ Vnexpress năm 2002, Phạm Hồng Minh cũng được đánh giá là ngôi sao của loạt phim Cảnh sát hình sự thập niên 2000.[8] Vai Tùng do Hồng Minh đảm nhiệm cũng là một trong những nhân vật thú vị của Đất và người như đại diện cho cái mới.[9]

## Các phim tham gia

### Vai chính
- Núi tương tư của Tự Huy (1999)[10][11]
- Bác sĩ vùng cao (phim về bác sĩ chữa bệnh phong) (1999/2000)
- Nhịp tim lầm lạc của Lê Đức Tiến (1999)
- Nắng hoàng hôn của Trọng Trinh (1999)
- Nước mắt đàn ông của Đỗ Thanh Hải (2000)
- Vết sẹo (phim Điện ảnh chiều thứ bảy) (2000)
- Kẻ không cầu may của Bạch Diệp (2000) (vai diễn để đời, được nhiều người biết đến)
- Thám tử gặp may của Trần Quốc Trọng (2000)[12]
- Đuốc sáng rừng đêm của Nguyễn Hữu Phần (2001)
- Bi kịch chưa đặt tên (phim về sinh viên ở Ký túc xá) (2001)
- Chuyên án thường nhật thuộc serie Cảnh sát hình sự (2002)
- Đất và người của Nguyễn Hữu Phần (2002)
- Cảnh sát đặc nhiệm thuộc serie Cảnh sát hình sự (2002)
- Gió ngược chiều của Bùi Huy Thuần (Phỏng theo tiểu thuyết:Chuyện tình thời hậu chiến của nhà văn Trần Hiệp) (2003)[13]
- Sự thật của Bạch Diệp (2003)[14][15]
- Mật đắng của Hoàng Thanh Du và Hoàng Quảng Uyên (2003)[16]
- Tình yêu của tôi của Bùi Huy Thuần (2004)[17]
- Chuyên án chưa kết thúc của Bùi Huy Thuần thuộc serie Cảnh sát hình sự (2006)
- Kẻ giấu mặt của Vũ Hồng Sơn và Đỗ Đức Thành thuộc serie Cảnh sát hình sự (2007-2008)[6][18]
- Bánh đúc có xương của Đặng Thái Huyền (2014)[19]
- Nơi ẩn nấp bình yên của Nguyễn Đức Hiếu (2017)[20]
- Phim mới (casting)

### Vai thứ và phụ
- Sống mãi với thủ đô của Lê Đức Tiến (1996), vai phụ
- Căn bệnh sinh viên của Bùi Cường (1997), vai phụ
- Đội đặc nhiệm nhà C21 của Vũ Hồng Sơn (1998), vai phụ
- Khi người cha lâm nạn của Phạm Thanh Phong (1998), vai thứ
- Hồi ức tình yêu của Trần Trung Nhàn và Trần Bích Ngọc (1999), vai phụ
- Trước thềm thế kỷ của Trọng Trinh (2000), vai phụ
- Nhịp sống của Hữu Mười (2000), vai phụ
- Bến không chồng vai Hà (2000), vai phụ
- Sóng ở đáy sông của Lê Đức Tiến (2000)[21], vai phụ
- Không còn gì để nói của Nguyễn Khải Hưng (2002)[22], vai thứ
- Những người bạn cũ của Bùi Huy Thuần (2003), vai phụ
- Cô gái đến từ Băng Cốc của Mai Hồng Phong thuộc serie Cảnh sát hình sự (2004), vai phụ
- Lãnh địa đen của Mai Hồng Phong thuộc serie Cảnh sát hình sự (2005)[23], vai thứ
- Ngôi biệt thự màu tro lạnh của Bùi Huy Thuần (2011), vai phụ
- Giấc mơ hạnh phúc của Bùi Huy Thuần (2013), vai phụ
- Chiều ngang qua phố cũ của Trịnh Lê Phong (2016), vai phụ